# Stępuchowo (przystanek kolejowy)
Stępuchowo – dawny kolejowy przystanek osobowy w Stępuchowie, w województwie wielkopolskim, w Polsce.
Linia otwarta w 1889. Dawniej była to stacja, która posiadała nastawnię oraz wagę towarową. Po II wojnie światowej było tu miejsce zsypywania buraków cukrowych, które dalej przewożono wagonami do cukrowni w Żninie. Ruch zamknięto w 1991.